# Rainer Rupp
 (juillet 2012).
Si vous disposez d'ouvrages ou d'articles de référence ou si vous connaissez des sites web de qualité traitant du thème abordé ici, merci de compléter l'article en donnant les références utiles à sa vérifiabilité et en les liant à la section « Notes et références ».
Rainer Rupp, né le 21 septembre 1945 à Sarrelouis, est un espion est-allemand.

## Biographie
Il travaille 25 ans à Bruxelles pour l'OTAN avant d'être démasqué en 1993. Travaillant sous les ordres de Markus Wolf, sous le pseudonyme de Topaz, il agissait pour le compte de l'URSS lors de la Guerre froide.
Il fut condamné en Allemagne à 12 ans de prison et en effectua 7.